# Spoorlijn Bettembourg - Volmerange-les-Mines
De Spoorlijn Bettembourg - Volmerange-les-Mines is een spoorlijn tussen Bettembourg in Luxemburg en Volmerange-les-Mines in Frankrijk. De spoorlijn is 7,0 km lang en heeft als nummer CFL Lijn 6b.

## Geschiedenis
De spoorlijn tussen Bettembourg en Dudelange-Usines werd gebouwd en geëxploiteerd door de spoorwegmaatschappij "Compagnie Grande Luxembourg" en werd geopend op 23 april 1860. In 2003 werd de lijn verlengd naar de Franse plaats Volmerange-les-Mines, om mensen die in het noorden van Frankrijk wonen en in Luxemburg werken aan te trekken. Door deze verlenging werd de lijn een internationale lijn met slechts regionale betekenis.

## Treindiensten
De CFL verzorgt het personenvervoer met RE en RB treinen.
| Serie   | Treinsoort             | Route                              | Bijzonderheden             |
| ------- | ---------------------- | ---------------------------------- | -------------------------- |
| RE 6500 | Regional-Express (CFL) | Luxemburg – Volmerange-les-Mines   | Rijdt alleen op werkdagen. |
| RB 6000 | Regionalbahn (CFL)     | Bettembourg – Dudelange-Usines     | Rijdt alleen op zondag.    |
| RB 6100 | Regionalbahn (CFL)     | Bettembourg – Volmerange-les-Mines | Rijdt niet op zondag.      |

## Aansluitingen
In de volgende plaats is of was er een aansluiting op de volgende spoorlijnen:
Bettembourg
CFL 6b, spoorlijn tussen Luxemburg en Bettembourg
CFL 6a, spoorlijn tussen Bettembourg en Esch-sur-Alzette

## Elektrificatie
Het traject van de CFL werd in 1960 geëlektrificeerd met een spanning van 25.000 volt 50 Hz. Het gedeelte tussen Dudelange-Usines en Volmerange-les-Mines werd bij aanleg geëlektrificeerd.
CFL Lijn 6 en 6a:
Luxemburg · Luxembourg-Howald · Howald · Fentange · Berchem · Bettembourg · Noertzange · Schifflange · Esch-sur-Alzette · Belval-Université · Belval-Lycée · Belval-Rédange · Belvaux-Soleuvre · Oberkorn · Differdange · Niederkorn · Pétange · Lamadeleine · Rodange 

CFL Lijn 6b: Bettembourg · Dudelange-Burange · Dudelange-Ville · Dudelange-Centre · Dudelange-Usines · Volmerange-les-Mines

CFL Lijn 6c: Noertzange · Kayl · Tétange · Rumelange · Rumelange-Ottange

CFL Lijn 6e: Esch-sur-Alzette · La Hoehl · Audun-le-Tiche
Zie ook: CFL Lijn 1 · CFL Lijn 2 · CFL Lijn 3 · CFL Lijn 4 · CFL Lijn 5 · CFL Lijn 7